# کرول، لینکلن‌شر
latitudeکرول، لینکلن‌شرlongitudeکرول، لینکلن‌شر
کرول، لینکلن‌شر (به انگلیسی: Crowle, Lincolnshire) یک منطقهٔ مسکونی در انگلستان است که در یورکشایر و هامبر واقع شده‌است.

## خصوصیات
کرول ۴٬۰۹۰ نفر جمعیت دارد.